# Pandemia de COVID-19 en Emiratos Árabes Unidos

La pandemia de COVID-19 en Emiratos Árabes Unidos es parte de la pandemia de COVID-19 causada por el SARS-CoV-2. El primer caso confirmado en los Emiratos Árabes Unidos fue anunciado el 29 de enero. 
Hasta el 1 de junio de 2022, se contabiliza la cifra de 908,647 casos confirmados, 2,305 fallecidos y 892,238 recuperados del virus.

## Cronología
El 19 de enero, el primer caso en los EAU fue confirmado en una mujer china de 73 años de edad quien vino al país en festivos con su familia desde Wuhan. La familia de 4, madre de 36 años de edad, padre de 38 años de edad, hijo de 10 años de edad y abuela de 73 años de edad llegaron en los Emiratos el 16 de enero y llevaron a la abuela a un doctor con síntomas parecidos a la gripe el 23 de enero, donde se descubrió que la familia estaba infectada. El anuncio llevó a vender mascarillas en los EAU.
El 31 de enero, el quinto caso de coronavirus en los EUA fue confirmado, en alguien quien había viajado desde Wuhan a Dubái.